# Buc (Yvelines)
Buc és un municipi francès, situat al departament d'Yvelines i a la regió de Illa de França. L'any 2007 tenia 5.455 habitants.
Forma part del cantó de Versalles-2, del districte de Versalles i de la Comunitat d'aglomeració Versailles Grand Parc.

## Demografia

### Població
El 2007 la població de fet de Buc era de 5.455 persones. Hi havia 2.021 famílies, de les quals 398 eren unipersonals (142 homes vivint sols i 256 dones vivint soles), 639 parelles sense fills, 792 parelles amb fills i 192 famílies monoparentals amb fills.
La població ha evolucionat segons el següent gràfic:
Habitants censats

### Habitatges
El 2007 hi havia 2.112 habitatges, 2.050 eren l'habitatge principal de la família, 15 eren segones residències i 47 estaven desocupats. 1.237 eren cases i 864 eren apartaments. Dels 2.050 habitatges principals, 1.520 estaven ocupats pels seus propietaris, 475 estaven llogats i ocupats pels llogaters i 55 estaven cedits a títol gratuït; 70 tenien una cambra, 176 en tenien dues, 347 en tenien tres, 469 en tenien quatre i 989 en tenien cinc o més. 1.713 habitatges disposaven pel capbaix d'una plaça de pàrquing. A 887 habitatges hi havia un automòbil i a 1.026 n'hi havia dos o més.

### Piràmide de població
La piràmide de població per edats i sexe el 2009 era:
| Homes | Edats   | Dones |
| ----- | ------- | ----- |
| 0     | 95 o +  | 0     |
| 4     | 90 a 94 | 12    |
| 24    | 85 a 89 | 40    |
| 12    | 80 a 84 | 24    |
| 48    | 75 a 79 | 52    |
| 72    | 70 a 74 | 76    |
| 88    | 65 a 69 | 120   |
| 140   | 60 a 64 | 132   |
| 160   | 55 a 59 | 152   |
| 244   | 50 a 54 | 288   |
| 248   | 45 a 49 | 252   |
| 192   | 40 a 44 | 204   |
| 232   | 35 a 39 | 244   |
| 164   | 30 a 34 | 176   |
| 180   | 25 a 29 | 132   |
| 196   | 20 a 24 | 168   |
| 248   | 15 a 19 | 280   |
| 232   | 10 a 14 | 196   |
| 260   | 5 a 9   | 196   |
| 164   | 0 a 4   | 136   |

## Economia
El 2007 la població en edat de treballar era de 3.608 persones, 2.646 eren actives i 962 eren inactives. De les 2.646 persones actives 2.472 estaven ocupades (1.272 homes i 1.200 dones) i 174 estaven aturades (91 homes i 83 dones). De les 962 persones inactives 216 estaven jubilades, 495 estaven estudiant i 251 estaven classificades com a «altres inactius».

### Ingressos
El 2009 a Buc hi havia 2.002 unitats fiscals que integraven 5.438,5 persones, la mediana anual d'ingressos fiscals per persona era de 32.047 €.

### Activitats econòmiques
Dels 423 establiments que hi havia el 2007, 1 era d'una empresa extractiva, 1 d'una empresa alimentària, 16 d'empreses de fabricació de material elèctric, 1 d'una empresa de fabricació d'elements pel transport, 20 d'empreses de fabricació d'altres productes industrials, 41 d'empreses de construcció, 93 d'empreses de comerç i reparació d'automòbils, 19 d'empreses de transport, 15 d'empreses d'hostatgeria i restauració, 22 d'empreses d'informació i comunicació, 22 d'empreses financeres, 21 d'empreses immobiliàries, 103 d'empreses de serveis, 29 d'entitats de l'administració pública i 19 d'empreses classificades com a «altres activitats de serveis».
Dels 70 establiments de servei als particulars que hi havia el 2009, 2 eren oficines de correu, 2 oficines bancàries, 11 tallers de reparació d'automòbils i de material agrícola, 1 autoescola, 6 paletes, 4 guixaires pintors, 14 fusteries, 6 lampisteries, 6 electricistes, 3 empreses de construcció, 3 perruqueries, 5 restaurants, 4 agències immobiliàries, 1 tintoreria i 2 salons de bellesa.
Dels 9 establiments comercials que hi havia el 2009, 2 eren supermercats, 1 una botiga de més de 120 m², 1 una botiga de menys de 120 m², 1 una llibreria, 2 botigues d'electrodomèstics, 1 una botiga d'electrodomèstics i 1 una joieria.

## Equipaments sanitaris i escolars
Els 2 equipaments sanitaris que hi havia el 2009 eren farmàcies.
El 2009 hi havia 3 escoles maternals i 4 escoles elementals. A Buc hi havia 2 col·legis d'educació secundària, 1 liceu d'ensenyament general i 1 liceu tecnològic. Als col·legis d'educació secundària hi havia 921 alumnes, als liceus d'ensenyament general n'hi havia 325 i als liceus tecnològics 9.
Buc disposava d'un centre de formació no universitària superior de formació sanitària.

## Poblacions properes
El següent diagrama mostra les poblacions més properes.